# 工廠民主改革
工廠民主改革是1950年代初中國共產黨對中華人民共和國各大工廠進行的對中共認定的反革命勢力清理、廢除舊有工廠管理制度、建立新領導机构、加強思想控制的一場政治運動。

## 過程
中國共產黨通過第二次國共內戰，建立中華人民共和國後，開展鎮壓反革命、三反五反等一系列政治運動。同时中国共产党在刚接管私营企业时，继承先前的管理制度和人员结构。中國共產黨認為，在大部分公营和私营的工厂、矿山及其他企业中，还混有大批的中國國民黨殘餘勢力、会道门分子和逃亡地主、土匪、恶霸、特务、间谍分子，他們还未受到应有的惩治或改造，甚至把持工会。1950年初，政务院批准公布《关于废除搜身制度的决议》《关于废除各地搬运事业中封建把头制度暂行处理办法》《关于废除把头制度向中央人民政府燃料工业部的建议》等三个文件，要求废除各种旧有的企业制度。1月，中华人民共和国煤矿企业率先进行民主改革。2月6日，《人民日报》发表社论，号召要求一切工矿企业必须改变旧的管理制度，建立工厂管理委员会。2月28日，政务院财政经济委员会发出《关于在国营工厂建立工厂管理委员会的指示》，指出必须对遗留下来的各种制度进行一系列改革，成立工厂管理委员会。1951年11月5日，中共中央下發《中共中央关于清理厂矿交通等企业中的反革命分子和在这些企业中开展民主改革的指示》，要求争取于1952年年底以前对工厂、矿山和交通等企业部门對中國共產黨認定的残余反革命势力加以整頓。全国范围内的工厂运动先从国营企业开始，待取得工作经验之后，再转入私营企业。
在工廠民主改革過程中，各工廠通過鼓動工人訴苦與交代，煽动阶级仇恨，让工人加深对中国国民党统治时期的仇恨，清洗所谓有问题的人员，加強工人對中國共產黨以及中華人民共和國的認同，并逐步废除中華民國大陸時期工厂的管理机构和制度，建立工厂管理委员会、职工代表会议、生产小组以及发展基層黨團組織。